# Meritamon (filla de Ramsès II)
Meritamon (Meryetamun) va ser una reina d'Egipte de la dinastia XIX.

## Biografia
Era la quarta filla i esposa del faraó Ramsès II, i la tercera filla de la reina Nefertari. Com que ocupava un rang privilegiat en la imatgeria oficial, segurament va néixer abans de la coronació de Ramsès II i probablement va ser la més gran de les filles de Nefertari, que li va sobreviure. Segons Christian Leblanc, però, no hi ha cap motiu per veure-la com la més gran d'aquesta línia materna, ja que la seva posició varia amb força freqüència en les processons representades en el context dels temples.
Junt amb el seu pare va presidir la inauguració del temple d'Abu Simbel, l'any 24 del regnat de Ramsès II. En les cerimònies probablement va substituir a la seva mare perquè havia caigut malalta. Entre els anys 24 i 26 del regnat, és a dir entre la presa de possessió d'Abu Simbel i la mort de Nefertari, Meritamon va esdevenir l'esposa del seu pare. Una mica més tard va obtenir el títol de Gran Esposa Reial, càrrec que va compartir amb la seva germanastra Bentanat, filla de Ramsès II de la reina Isetnofret.
La seva madrastra, germana de Ramsès II, també es deia Meritamon (filla de Seti I).

## Representacions

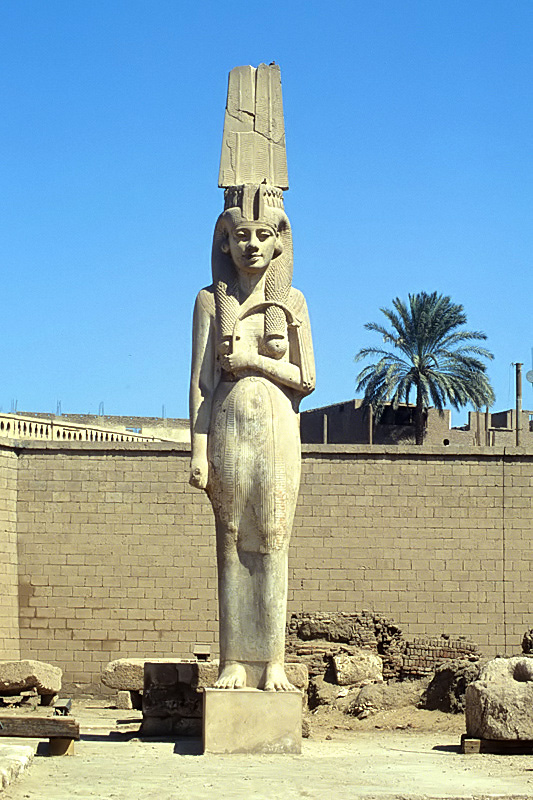
Escultura colossal de Meritanon al Museu a l'Aire Lliure d'Akhmim

Meritamon es representa en força escenes dels temples i així en diverses estàtues. Al Ramesseum, el complex del temple que el seu pare havia construït, es va trobar una escultura seva de pedra calcària. A les inscripcions ramessides de Kitchen, l'estàtua s'atribueix a la reina Tuya (mare de Ramsès II) però actualment es creu que representa la princesa-reina Meritamon.
Apareix en diferents punts del conjunt arqueològic d'Abu Simbel, com a la façana del gran temple. El colós més al nord mostra la filla del rei acompanyada per la princesa Nefertari (la filla del rei corporal) i la reina mare i l'esposa de Déu, Mut-Tuya. Al petit temple d'Abu Simbel dedicat a la reina Nefertari i la deessa Hathor, és representada acompanyant als seus pares a la dedicatòria del temple junt amb la seva germana Henuttaui.
L'estela de la roca d'Abu Simbel del virrei de Núbia Heqanakht. El registre superior mostra Ramsès II i la princesa Meritamonn adorant divinitats i l'inferior el virrei adorant a la reina Nefertari abans de les ofrenes. Es creu que aquesta estela representa a Meritamen en el paper de reina adjunta, substituint a la seva mare possiblement malalta.
A Luxor es representa dues vegades a les estàtues del seu pare/marit. El colós més occidental Meritamen al costat del seu pare i se li atorguen els títols de Filla del Rei i Gran esposa reial. També està representada a l'escultura del pati i a la columnata sud, l'estàtua oriental és la reina representada a l'esquerra. Hi ha una escultura a Tanis (de Pi-Ramesse) on Meritanon es representa dempeus entre les cames del seu pare. Arriba aproximadament a l'alçada dels genolls.
Igualment, wl 1981 es va identificar una gran estàtua de la reina al temple de Ramsès II a Akhmin (Governació de Sohag), que actualment es pot veure al Museu a l'Aire Lliure d'aquesta ciutat. També apareix a l'escultura colossal del faraó, junt amb la seva germana. La princesa-reina s'identifica amb la figura junt a la cama esquerra.
A Heracleòpolis es va trobar una estàtua usurpada de l'Imperi Mitjà amb Bintanath i Meritanon representades a la base de l'estàtua. Finalment, al temple de Ramsès II a El-Kab hi ha una representació d'un sacerdot Iunmutef i les princeses Bintanath i Meritanon. L'escena inclou cartutxos i les princeses porten varetes i un modius sense tiges, sacsegen un sistre i porten una vareta amb cap de gasela. S'enfronten a Iunmutef ("pilar de la seva mare"), una deïtat solar sovint associada amb el príncep hereu.

## Enterrament a la Vall de les Reines
Meritamon va ser enterrada a la tomba QV68 de la Vall de les Reines, descrita per Karl Richard Lepsius. S'hi mostra a Meritamon consagrant caixes de tela a Osiris i Hathor. Les inscripcions identifiquen a la reina com a Osiris, la filla del rei, la gran esposa reial i la dama de les dues terres.
La tapa del sarcòfag es conserva actualment al Museu Egipci de Berlín (15274). Els títols de Meritamen a la tapa del sarcòfag es donen dues vegades. Al capdavant se la descriu com: "[filla del rei], gran [esposa reial], dama de les dues terres, Merytamen, justificada". Sobre el cap es descriu com: "L'Osiris, la filla del rei estimada per ell, la gran esposa reial, la dama de les dues terres, Merytamen, justificada".